# Igreja de Santo André do Horto
Sant'Andrea delle Fratte ou Igreja de Santo André do Horto é uma basílica menor e igreja titular de Roma, Itália, construída no século XVII e dedicada a Santo André. O cardeal-presbítero do título de Santo André do Fratte é Ennio Antonelli.

## Exterior
A atual igreja foi construída sobre uma outra mais antiga, erigida em 1192, chamada de "infra Hortes" ("no pomar", a origem do termo "fratte", "mata") por sua localização numa zona rural. Ela foi a igreja nacional dos escoceses em Roma até 1585, quando o papa Sisto V cedeu-a aos frades mínimos de São Francisco de Paula.
Em 1604, começou a construção da nova igreja com base num projeto de Gaspare Guerra. A obra, paralisada oito anos depois, foi reiniciada em 1653 por Francesco Borromini, responsável pela abside, o tambor da cúpula e o campanário quadrangular em quatro ordens. Depois de sua morte, a construção foi levada adiante por Mattia De Rossi. A fachada, em estilo renascentista tardio, com duas ordens divididas por pilastras, foi completada em 1826.

## Interior
O interior tem uma única nave. A decoração do interior da cúpula é de Pasquale Marini. Na primeira capela está um tempietto ("pequeno santuário"; 1674) pintado por Borgognone e na parede, um "Batismo de Cristo", de Ludovico Gimignani. Na terceira capela está o monumento funerário do cardeal Pierluigi Carafa esculpido por Pietro Bracci. No claustro, as lunetas estão pintadas com afrescos contando histórias da "Vida de São Francisco", de Marini, Francesco Cozza e Filippo Gherardi. No transepto, o altar (1736) é obra de Filippo Barigioni, a peça-de-altar, "São Francisco de Paula", é de Paris Nogari e os anjos em estuque, uma adição de Giovanni Battista Maini. A cúpula do presbitério está pintada com um afresco da "Multiplicação dos pães e peixes" de Marini. Atrás do altar estão a "Crucificação de Santo André", de Giovanni Battista Lenardi, o "Sepultamento de Santo André", de Francesco Trevisani e a "Morte de Santo André" de Lazzaro Baldi.
Nas laterais do presbitério estão os "Anjos" (1668–1699) projetados por Bernini para a Ponte Sant'Angelo, mas que acabaram abrigados aqui depois de serem substituídos por cópias na ponte. O altar no braço esquerdo do transepto foi projetado por Luigi Vanvitelli e Giuseppe Valadier. Sua peça-de-altar é "Santa Ana, o Jovem João Batista e Maria", de Giuseppe Bottani.
Na terceira capela à esquerda está a "Madonna del Miracolo", de Domenico Bartolini. Ela comemora o local onde, em 20 de janeiro de 1842, a Virgem Maria apareceu para um jovem judeu, Alphonse Maria Ratisbonne, o que levou à sua conversão ao catolicismo. Maria Alphonse depois fundou a Congregação de Nossa Senhora de Sion, um grupo de padres, leigos e freiras dedicadas ao diálogo e conhecimento mútuo em relação aos Judeus de acordo com o Documento Conciliar Nostra Aetate. Em honra a esta aparição, todos os bancos da igreja estão orientados para este altar.

### Sepultamentos
- Felice Giani
- Angelika Kauffmann
- Orest Kiprensky
- Petar Parchevich

## Galeria

Imagens da igreja
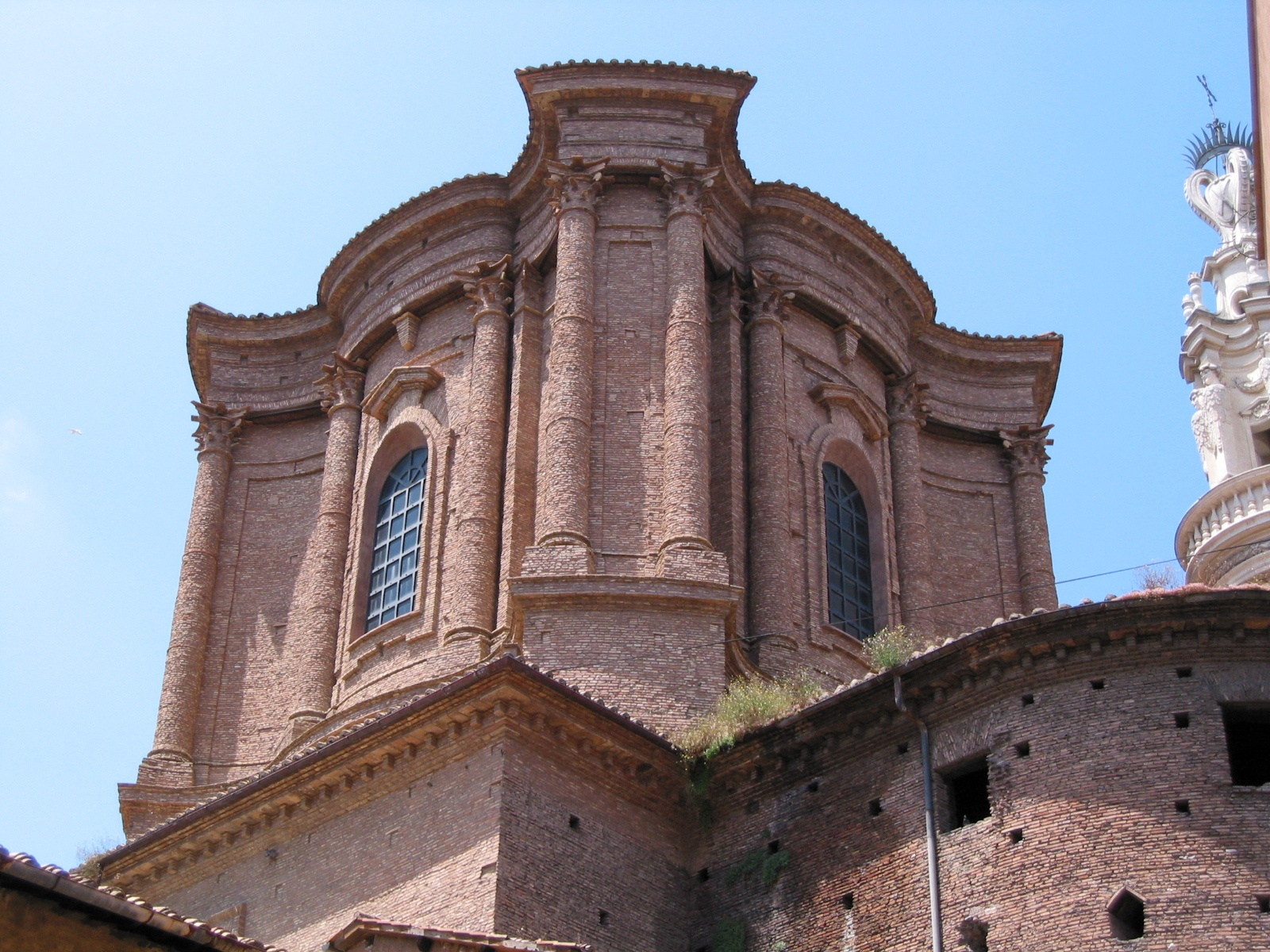
Exterior da cúpula, de Borromini
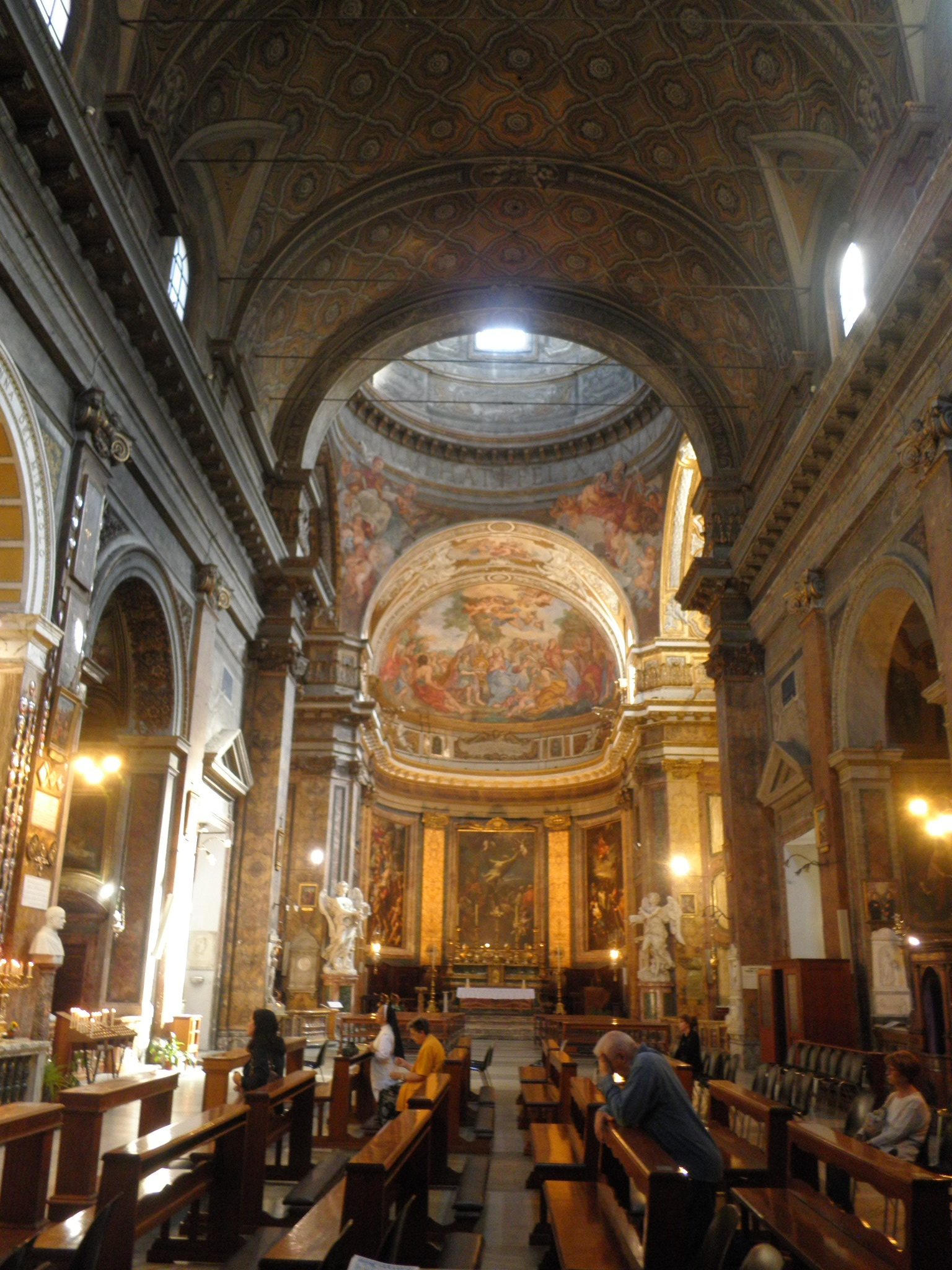
Vista do interior
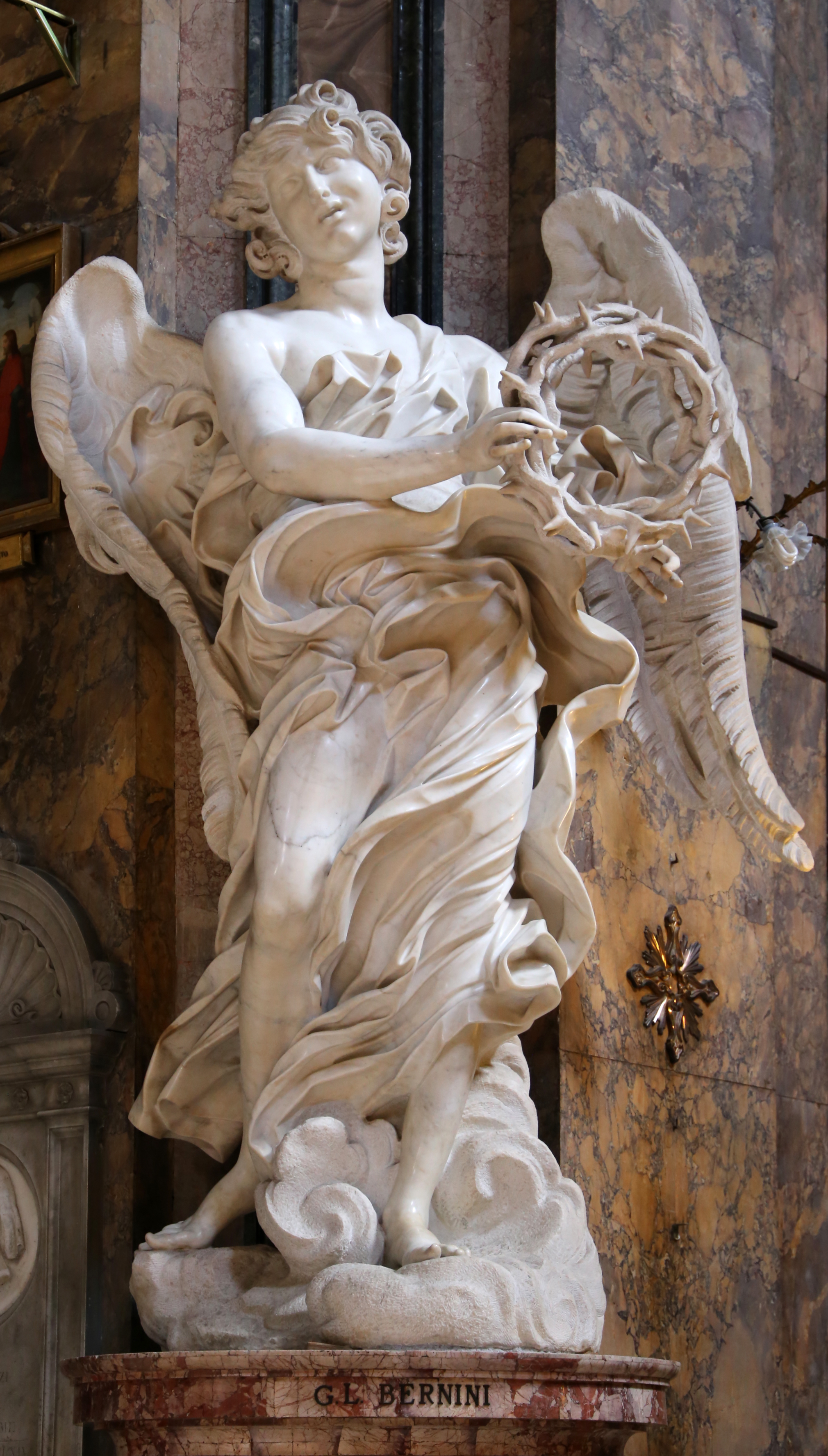
Anjo com a Coroa de Espinhos, de Bernini
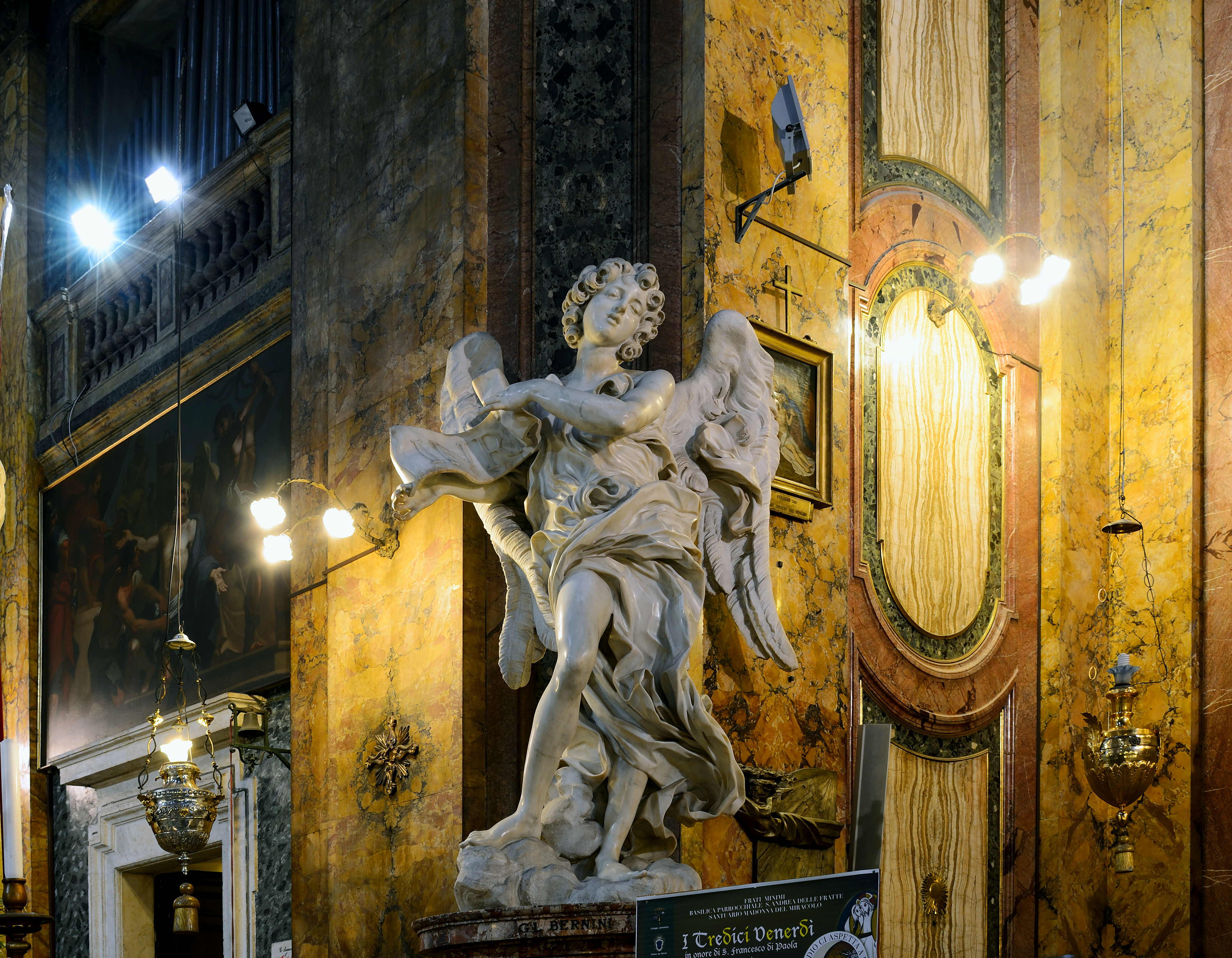
Anjo com a Inscrição, de Bernini
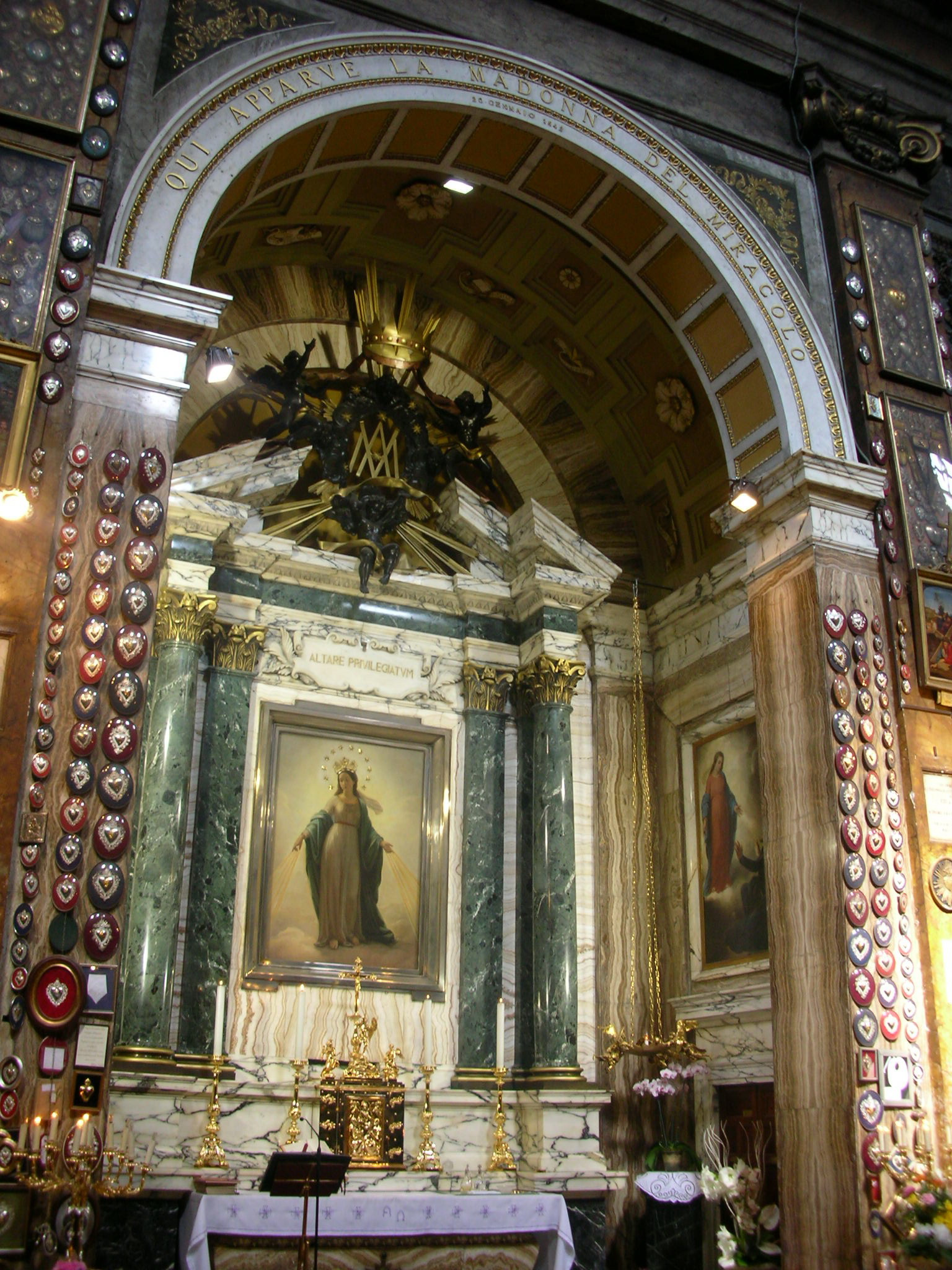
Capela de Nossa Senhora do Milagre
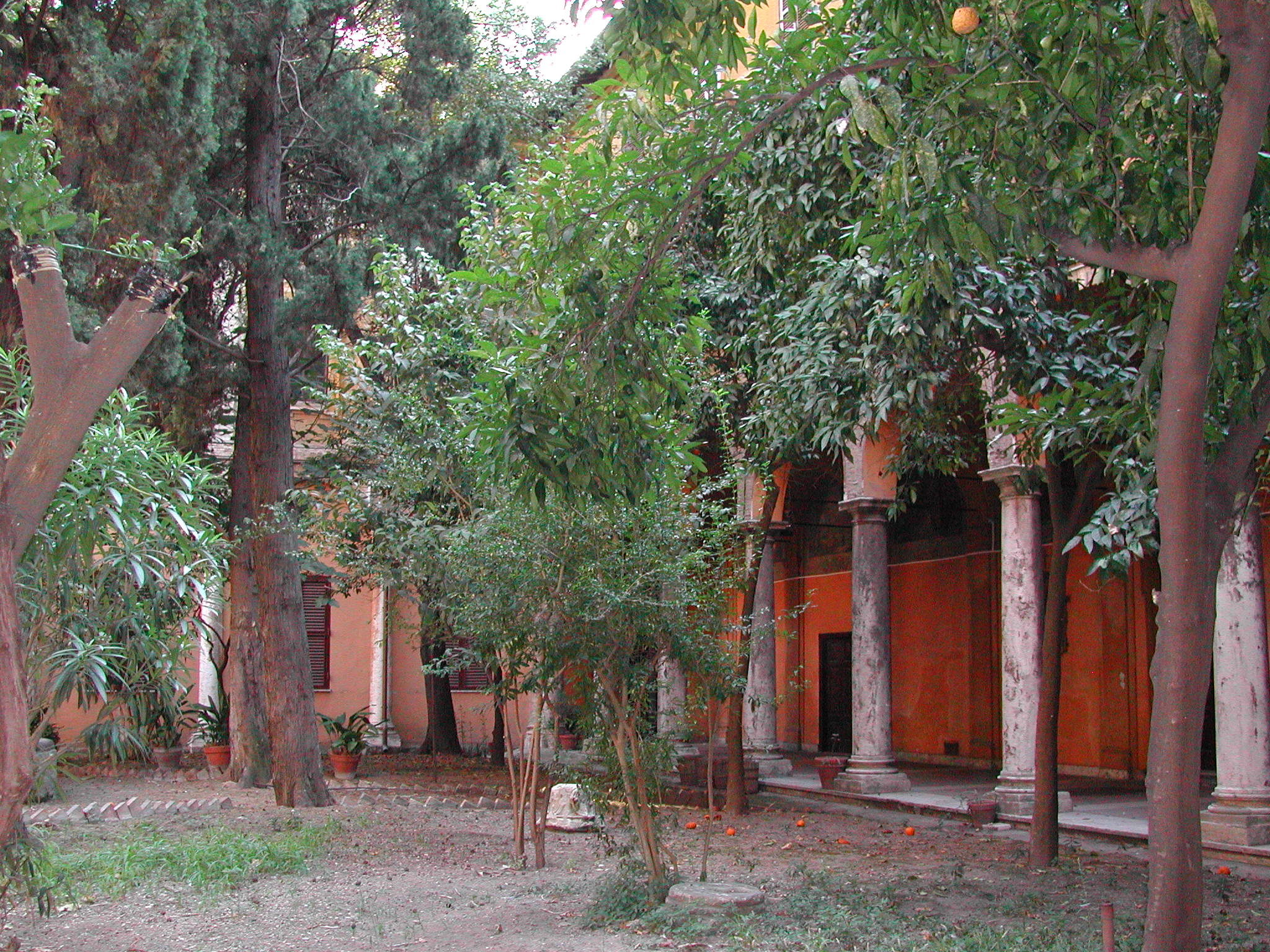
Vista do claustro